# حمله به دانشگاه مومباسا
حمله به دانشگاه فنی مومباسا روز سه شنبه ۱۰ اکتبر ۲۰۱۷، در کنیا رخ داد که طی آن افراد مسلح به سمت محوطه این دانشگاه و اتوبوس‌های دانشجویان تیراندازی کردند و باعث کشته شدن دو کارمند دانشگاه شدند. چندین دانشجو، یک راننده و دو مأمور پلیس نیز مجروح شدند.

## شرح واقعه
پلیس کنیا حمله به دانشگاه فنی مومباسا در ساحل کوالی (kwale) و کشته شدن دو تن را تأیید کرد و گفت: «یک اتوبوس که دانشجویان را از خوابگاه‌ها به محوطه دانشگاه منتقل می‌کرد مورد حمله قرار گرفت. این اتوبوس بوسیله یک خودروی ون پلیس اسکورت می‌شد. مردان مسلح که حدود ۱۰ نفر بودند، شروع به شلیک در مقابل ون کردند. در نتیجه دو نفر کشته و راننده ون و دو افسر پلیس نیز زخمی شدند.» پلیس گفت هنوز هویت مهاجمان مشخص نشده‌است.
یک شاهد عینی به خبرگزاری رویترز گفت در این باره گفت که وی و چندین دانشجوی دیگر هنگام آتش گشودن مردان مسلح با اتوبوس شان از محل خارج شدند. آنها دانشجویان مجروحی را دیدند که از ساختمان خارج می‌شدند.

## وضعیت
امنیت در منطقه مومباسا ضعیف است و گروه الشباب اغلب در این منطقه حمله انجام می‌دهند. در سال ۲۰۱۵، مردان مسلح الشباب ۱۴۸ دانش آموز را در یک دانشگاه در شهر گاریسا در نزدیکی مرز کنیا و سومالی کشتند.